# Koghiella bouleti
Koghiella bouleti är en insektsart som beskrevs av Desutter-grandcolas 1997. Koghiella bouleti ingår i släktet Koghiella och familjen syrsor. Inga underarter finns listade i Catalogue of Life.